# 伊凡五世 (梁赞)
伊凡·伊凡诺维奇 Иван Иванович （1496年—1534年），俄罗斯的最后一位梁赞大公（1500年~1521年在位）。
伊凡·伊凡诺维奇是梁赞大公伊凡·瓦西里耶维奇之子，1500年继承大公之位。他的母亲阿格里皮娜·瓦西里耶夫娜实际统治着公国，而她完全听命于莫斯科大公伊凡三世。在1508年伊凡三世之子瓦西里三世大公与立陶宛签订的条约中，梁赞被当成了莫斯科大公国的附属物。
在伊凡·伊凡诺维奇成年后，梁赞的大贵族分成了两派：一派主张摆脱莫斯科的控制，恢复公国的独立；另一派显然准备向莫斯科屈服。1516年，伊凡在克里米亚王子波加蒂尔的帮助下，迫使母亲归还权力。他力图使梁赞摆脱被兼并的命运，结果导致瓦西里三世的加速行动。在获知伊凡可能与克里米亚汗穆罕默德·格莱的女儿结婚的消息后，瓦西里三世在1520年将伊凡·伊凡诺维奇召到莫斯科。伊凡·伊凡诺维奇受到监禁，梁赞被瓦西里三世派去的总督接管。1521年，他在穆罕默德·格莱进攻莫斯科时成功脱逃。
伊凡·伊凡诺维奇逃亡到立陶宛，从波兰国王兼立陶宛大公西吉斯孟一世处获得一小块领地维持生活，后在那里度过余生。他指望依靠西吉斯孟一世和克里米亚汗的帮助恢复政权，但未能实现。